# La canzone mononota
La canzone mononota è un brano musicale del complesso Elio e le Storie Tese, presentato il 13 febbraio 2013 al Festival di Sanremo, dove si è classificato al secondo posto.

## Il brano
La prima idea per la canzone venne al tastierista Rocco Tanica, che ne compose il 90% della musica, mentre il ruolo di Elio, Cesareo e Faso (anch'essi accreditati) fu principalmente quello di "architetti" nella struttura del pezzo. Il testo fu scritto da Elio (con qualche contributo di Rocco Tanica) mentre si allenava nella creazione della caratteristica linea vocale, molto complessa in quanto le armonie create da Rocco Tanica su cui Elio avrebbe dovuto cantare erano molto varie e articolate.
Elio e le Storie Tese stessi affermano che in origine il titolo della canzone avrebbe dovuto essere La canzone monotona.
Il brano è ricco di riferimenti musicali e testuali, ad esempio:
- Gioachino Rossini per Adieux à la vie! Élégie sur une seule note,[2] «noi abbiamo copiato quella»;[1]
- Bob Dylan «nella fase nasale»;[1]
- Tintarella di luna;
- l'inno nazionale cubano, che «è pieno di note», infatti la canzone mononota è «democratica, osteggiata dalle dittature»;
- Antônio Carlos Jobim per Samba de uma nota só, criticata perché in realtà, a dispetto del titolo, non è basata su un'unica nota, quindi Jobim non avrebbe creduto fino in fondo in tale idea, mentre Elio e le Storie Tese sì.[2]

Nella versione pubblicata in studio nel nono album L'album biango, la parte del brano in cui cambia il cantante ("puoi cambiare il cantante, puoi cambiare l'argomento, puoi cantarla da solo, puoi cantarla tutti insieme con il coro...") viene eseguita da Nek, mentre nel singolo promozionale e nelle esecuzioni dal vivo viene cantata dal chitarrista Cesareo, a cui Elio passa il microfono.

## Caratteristiche
La canzone è realmente basata su un'unica nota musicale: la mononota protagonista è il do, come spiegato dal direttore musicale Mauro Pagani. Il brano è di difficile esecuzione in quanto, nonostante la melodia sia composta per lo più da una singola nota, vengono cambiati frequentemente gli accordi, il tempo e il ritmo e sono presenti due salti di ottava
: «Una nota sola – a parte il preludio che è più vario, 18 note – e poi dritti fino in fondo. Sì, ci sono due salti d'ottava e altre minuzie, ma la sostanza è quella.»
Ad eccezione dell'introduzione, che è composta da una normale melodia, il brano è incentrato nella parte vocale solamente sulla nota Do3 (il Do centrale del pianoforte), con piccole eccezioni in cui Elio parla oppure cambia ottava, cantando prima un Do all'ottava superiore (Do4) e poi un Do all'ottava inferiore (Do2). La nota cambia anche nel punto in cui, imitando un'infiorettatura, si parla dei virtuosismi dei cantanti che fanno perdere la nota singola, ed anche nel punto in cui il testo recita "...che non scende a compromessi e se lo fa il compromesso è piccolo, tipo questo", dove la sola parola "questo" viene cantata da Elio scendendo in Si bemolle, per poi ritornare immediatamente al Do.
La parte strumentale non è invece mono-nota: gli strumenti accompagnano la parte vocale con una certa varietà tonale, non usando solo l'accordo di Do maggiore, ma chiudendo le strofe con la sequenza di accordi Do-Do-Fa-Fa-Do. Quando nel testo viene cantata la frase "puoi cambiare gli accordi, la puoi fare maggiore, minore, eccedente, diminuita", gli accordi suonati sono proprio quelli, in sequenza, di Do maggiore, Do minore, Do eccedente e Do diminuito.

## Festival di Sanremo

Esecuzione de La canzone mononota durante la serata finale del Festival di Sanremo

Ultima canzone dei Campioni della seconda serata, è il secondo dei due brani che ogni artista poteva presentare per il prosieguo della manifestazione (l'altro è Dannati forever).
Nel confronto con Dannati forever la canzone ha ricevuto l'81% delle preferenze; l'esibizione è stata giudicata divertente, scenografica e travolgente, apprezzata dalla critica e dal pubblico.
Il pubblico ha applaudito durante la breve sospensione per il finto finale ("...e puoi far finta che sia finita"), pensando che il brano fosse realmente terminato.
Nella classifica provvisoria (votazione tramite televoto) diffusa al termine della terza serata (14 febbraio) il brano era in ottava posizione.
Dopo essere stata selezionata nel terzetto dei brani che si posizioneranno nei tre posti più alti della classifica, si piazza in seconda posizione tra L'essenziale di Marco Mengoni e Se si potesse non morire dei Modà, con il 33% di consensi (21% del televoto e 45% della giuria di qualità).

### Premi
- Premio Lunezia al migliore testo del Festival (insieme a E se poi di Malika Ayane), venendo definita dalla redazione del premio «genio puro»;[11]
- Premio della critica Mia Martini[12] (con 32 voti su 112);[13]
- Premio per il miglior arrangiamento assegnato dall'orchestra;[12]
- Premio sala stampa radio-tv-web Lucio Dalla.[13]

### Curiosità
Nel 1990 il comico Francesco Salvi presentò a Sanremo la canzone "A", il cui testo recitava: "Canto la canzone più bella del mondo, che c'ha una nota sola che fa: A" e "E va beh, ho fatto una canzone che c'è dentro una nota sola, e allora? Qui è quarant'anni che c'è sempre la stessa musica!". In realtà la canzone non era per niente costituita da una nota sola: la strofa ne impiegava almeno cinque, il ritornello molte di più.

## Classifiche
Oltre ad avere incontrato il favore della critica, il brano ha avuto un ottimo successo commerciale, debuttando alla posizione numero 6 della classifica FIMI dei singoli più venduti in Italia.
| Classifica (2013) | Posizione massima |
| ----------------- | ----------------- |
| Italia            | 6                 |